# Alex (football, 1988)
Pour les articles homonymes, voir Alex.
Alexandre Monteiro de Lima, plus communément appelé Alex, est un footballeur brésilien né le 15 décembre 1988 à São Paulo. Il joue actuellement au poste de milieu relayeur avec le Jamshedpur FC en Indian Super League.

## Biographie

### En club
Le 26 avril 2012, Alex signe avec le Fire de Chicago en MLS.
Le 13 avril 2015, il est échangé au Dynamo de Houston contre Jason Johnson.
Après deux saisons et demie au Texas, Alex ne prolonge pas son contrat malgré les propositions du Dynamo et devient donc agent libre avant de rejoindre le Suwon FC en deuxième division sud-coréenne en janvier 2018.
Le 31 août 2020, il rejoint le club indien du Jamshedpur FC.